# Allerheiligenkapelle (Esslingen am Neckar)
Die Allerheiligenkapelle liegt in der Innenstadt von Esslingen am Neckar und ist Sitz des Stadtarchivs.

## Geschichte

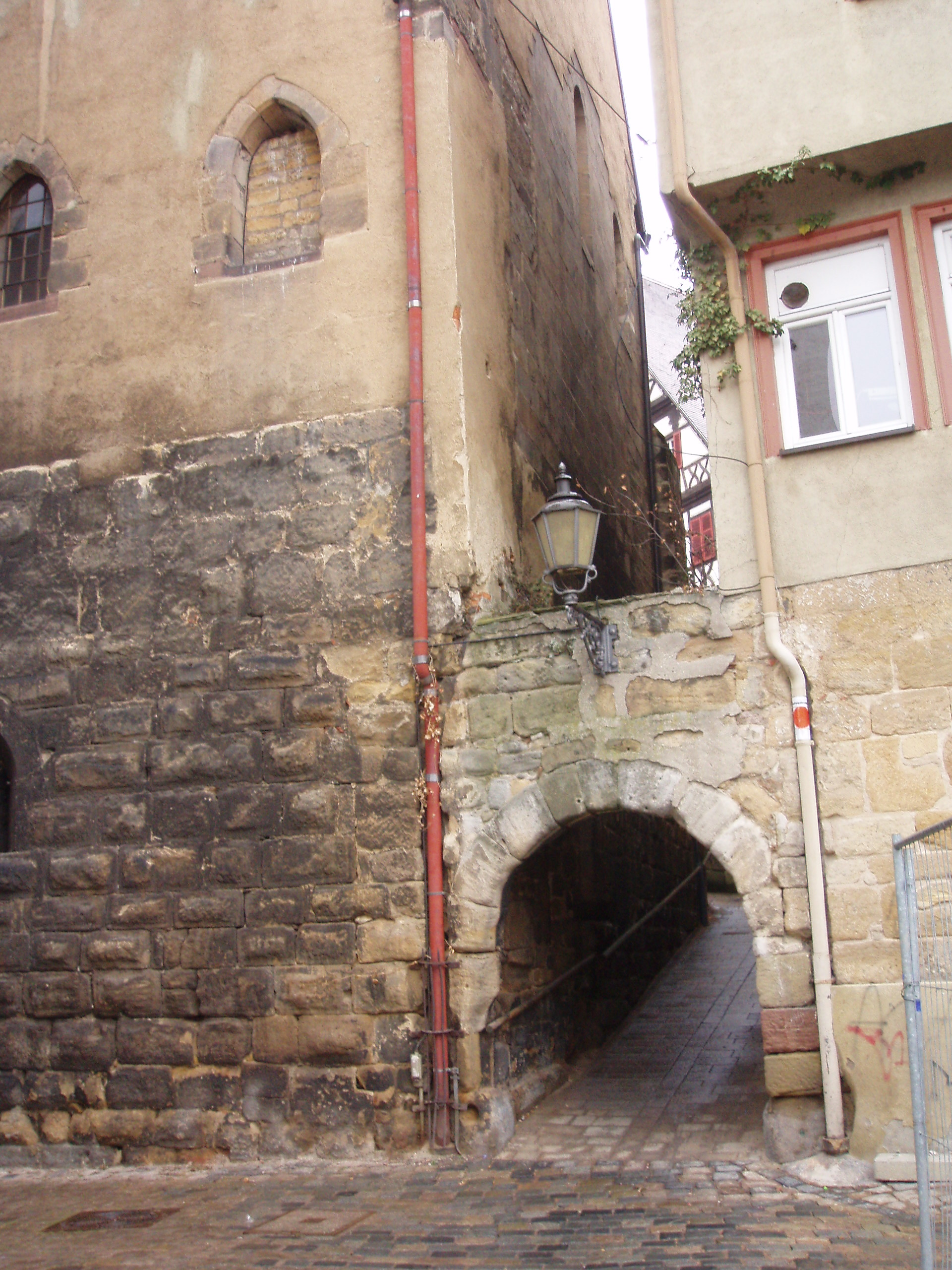
Südseite des Stammhauses

Die erste urkundliche Erwähnung der Allerheiligenkapelle stammt aus dem Jahr 1326. Die Kapelle wurde um die Mitte des 13. Jahrhunderts an der Stadtmauer errichtet, deren Buckelquader in der südlichen Langseite des Gebäudes noch vorhanden sind. Der Kapellenbau lag ursprünglich ebenerdig und war zweigeschossig, das Untergeschoss wurde als Beinhaus genutzt, nachdem Knochen vom Friedhof der Stadtkirche St. Dionys umgebettet werden mussten. Durch eine Anhebung des Straßenniveaus wurden später die spitzbogigen Blendarkaden auf den anderen Seiten des Untergeschosses weitgehend verdeckt. Das Obergeschoss dürfte ursprünglich eine Zwerggalerie mit Rundbogen besessen haben, die jedoch nur noch aus Durchgängen in den Strebepfeilern und zweier erhaltener Konsolen mit Bodenansätzen erschlossen werden kann. Auf der Westseite befand sich ein Glockengiebel mit zwei Spitzbogenfenstern. Im Inneren des Untergeschosses sind noch neun Konsolen mit Bogenansätzen zu finden, die auf ein einst vorhandenes Kreuzrippengewölbe mit 4 × 3 Jochen hinweisen. Im 15. Jahrhundert wurde ein Umbau vorgenommen, in dessen Zuge im Jahr 1444 ein Fresko an der Ostwand des Kapellengeschosses angebracht wurde. Es zeigt den Tod und die Himmelfahrt Mariä sowie die Kreuzigung Jesu und das Jüngste Gericht.
Der Umbau zum Archiv erfolgte 1610. 1940 wurde eine Renovierung und eine Umgestaltung des Inneren des Gebäudes von Walter Eisele vorgenommen. Die ehemalige Allerheiligenkapelle gilt als ältestes erhaltenes Beispiel für ihren Bautyp in Baden-Württemberg und legt mit ihrer Orientierung an staufischer Architektur Zeugnis von der überregionalen Bedeutung der Stadt zur Bauzeit ab. Sie ist eingetragen in die Liste der Kulturdenkmale in Esslingen am Neckar.